# Grupa 777
Grupa 777 popularni je zabavno-glazbeni sastav iz Rijeke i jedna od najpoznatijih hrvatskih festivalskih formacija. Iza sebe su ostavili veliki broj hitova, koje se i danas rado slušaju.

## 1970-e
Iako je Grupu 777 osnovao Mirko Sertić 1970. kao jazz trio i predstavljanjem na prvom BUM festivalu u Ljubljani (1972.) s pjesmom "Exodus", prava popularnost grupe i diskografska djelatnost započinje ulaskom vokalne solistice Ire Kraljić i Andreja Baše, klavijaturista i autora mnogih budućih hitova grupe. Sastav u to vrijeme sačinjavaju još Mirko Sertić (bas) i Andrija Fišćur (bubnjevi). Prvo pojavljivanje grupe u toj postavi bilo je na Bum festivalu 1973. s pjesmom "Hej, zar ne čuješ ti", koja postaje špicom omladinske emisije Radio Zagreba i nakon toga slijedi poziv Jugotona na razgovor. Na nagovor glazbenog urednika Pere Gotovca grupa kreće u komercijalne vode, drugim riječima - u pop i zabavnu glazbu. Dolazi do prvog singla prepjevom talijanskog hita "Sugli sugli bane, bane" (Banane) talijanskog sastava Le figlie del vento i na B strani "Pjesma koja nosi sreću", koja postiže zlatni tiraž. Isto se događa s drugim singlom "Tko te voli više od mene" (Andrej Baša) / "Potraži svoj dom". Slijedom uspjeha i prvih mjesta na top listama širom Jugoslavije, uslijedile su turneje i nastupi u zemlji i inozemstvu. Nakon tri singla nastaje prvi LP (1974.) Slijede brojne turneje po Jugoslaviji, SSSR-u, Istočnoj Njemačkoj, kao i sudjelovanje na svim ondašnjim festivalima. Grupa 777 najvjernija je bila Splitskom festivalu, gdje je nastupala 12 ljeta gotovo uzastopno, a prvi put 1974. s kompozicijom "Zov mora". Redovni su bili i na Opatijskom festivalu, Zagrebfestu, te na nacionalnim Izborima za Pjesmu Eurovizije. Veoma su dragi i omiljeni gosti bili i tijekom zlatnih godina sarajevskog festivala Vaš šlager sezone: Nastupali su tri puta, svaki put predstavljajući zlatne hitove kasnije jugoslavenske zabavno-glazbene pjesmarice: 1975. "Tko to kuca na vratima", 1977. "Probudi se, dragane", te 1978. "Tri slatka dana".

## 1980-e
Andrej Baša napušta grupu 1977. zbog pokretanja vlastitog tonskog studija, ali i dalje surađuje s grupom. Takozvane "Sedmice" povećavaju broj članova na šest. Uz solisticu grupe Iru Kraljić, do 1985. izmjenjuju se članice Nevia Rigutto, Neda Devčić i Milka Čakarun Lenac. To je vrijeme kada grupa dobiva nagrade za najemitiranije pjesme na radio valovima ("Noć tajanstva", pjesma nastala po stihovima Dobriše Cesarića, "Ne idi, Gorane", "Srce od papira"). To je vrijeme i zlatnih tiraža dva LP projekta: "Ti si moj hit" (1983.) i "Tko te voli više od mene" (1984.) Te godine 1984. nakon 12 godina grupu napušta Ira Kraljić. U grupu ulaze Jozefina Jurišić i Dalida Banac, crnka i plavuša koje obilježavaju grupu u sljedećim godinama. Grupa 777 uz Kiću Slabinca osvaja prvo mjesto na Splitu ´85 s pjesmom "Serenada i mandoline". Slijede hitovi "Pronađi me u zvijezdama" i u Bosni i Hercegovini i Hrvatskoj rado slušana pjesma "Ljiljane moj bijeli". Grupa uspješno nastupa i dalje na svim važnim festivalima, ali krajem 1980-ih dolazi sve češće do promjena u postavama i Sedmice postaju uz rijetke izuzetke grupa koja odlazi u anonimnost. Na mjesto basista došao je Slavko Kesar.

## Članovi grupe 777
- Mirko Sertić – bas gitara (1970 – 1987)
- Andrija Fišćur – bubnjevi (1970 – 1980)
- Kiko Kikić – klavijature (1970 – 1973, 1977 – 1980)
- Ira Kraljić – vokal (1973 – 1984)
- Andrej Baša – klavijature (aranžer i skladatelj) (1973 – 1977)
- Nevia Rigutto – vokal (1977 – 1980)
- Duško Novaković – el. gitara (1977 – 1980)
- Neda Radetić Devčić – vokal (1981 – 1982)
- Iljir Kajtazi – bubnjevi (1980 – 1983)
- Zlatko Jedrlinić – klavijature (1981 – 1992)
- Duško Mihec – el. gitara (1981 – 1992)
- Zvonimir Mišo Richter – bubnjevi (1983 – 1985)
- Milka Čakarun Lenac – vokal (1983 – 1984)
- Jozefina Jurišić – vokal (1984 – 1992)
- Dalida Banac – vokal (1984 – 2000)
- Miroslav Komadina – bubnjevi (1984 – 1990)
- Anton Tonči Morić – bubnjevi (1990 – 1992)
- Damir Kostešić – bas gitara (1988 – 1990)
- Slavko Braco Kesar (1990 – 2000)
- Slobodan Bobo Grujičić  (1993 - 1995 )

## Diskografija
Sve albume, singlice i EP-e objavili su pod etiketom Jugotona tj. Croatia Recordsa.
- Banane / Pjesma koja nosi sreću, singlica, 1973.
- Mali znak / Razočaranja, singlica, 1973.
- Tko te voli više od mene / Potraži svoj dom, singlica, 1973.
- Hej curo mala / Tko si ti, singlica, 1974.
- Grupa 777, studijski album, 1974.
- Ubola se djevojka na trn / Don Juan, singlica, 1975.
- Mikado / Ko to kuca na vratima, singlica, 1975.
- Ti, on ili netko treći / Gdje umiru ljiljani, singlica, 1975.
- Split '75, singlica, 1975. (Bjondina / Zemlja je okrugla)
- Ča se praviš fina / Jedna zvijezda, jedna želja, singlica, 1977.
- Probudi se, Dragane!, singlica, 1977. (B strana: Ulcana)
- Neda Ukraden i Krunoslav Slabinac: Putovi (B strana: Grupa 777: Složna srca, složno rade), singlica, 1977.
- Eto tako, nije lako / Mama viče, tata viče, singlica, 1977. (Ljupka i Grupa 777)
- Tri slatka dana / Mandoline, singlica, 1978.
- Pleši kva, kva, kva (Pačji ples) / A gdje si ti, singlica, 1982.
- Ti si moj hit, studijski album, 1983. - zlatni album
- save your love (Čuvaj ljubav za nas), singlica, 1983. (Miro i Ira s Grupom 777)
- Tko te voli više od mene, studijski album, 1984. - zlatni album
- Split / Srce od papira, singlica, 1984.
- Serenada / Dal' sjećaš se, singlica, 1985.
- Se mi innamoro / Acapulco, singlica, 1985.
- Pronađi me u zvijezdama, studijski album, 1986.
- Vjerujem u sutra / Pronađi me u zvijezdama, singlica, 1986.
- Pronađi me u zvijezdama / Telefon, singlica, 1986.
- Zlatna kolekcija, kompilacijski album, 2009.
- The Best of Collection, kompilacijski album, 2015.

## Nagrade
1977.
```
    Estradna nagrada Jugoslavije u stvaralačkom, društvenom i organizacijskom radu na širenju i unapređivanju estradne umjetnosti Jugoslavije
```

1975.
2. nagrada međunarodnog žirija na festivalu Slovenske popevke u Ljubljani za skladbu: Maj, zlatni maj
1976.
```
      Nagrada međunarodnog žirija u Dresdenu (Istočna Njemačka) za izvedbu skladbe: La musica di notte
```

1980.
```
  Nagrada za najizvođeniju na radio valovima Noć tajanstva (Muhamed Show - Dobriša Cesarić)
```

1982.
```
   Nagrada za najizvođeniju na radio valovima  Ne idi Gorane (Andrej Baša – Domenika Vanić)
```

1983.
```
  Nagrada za najizvođeniju na radio valovima  Srce od papira (Andrej Baša – Domenika Vanić)
```

1985.
```
         Prva nagrada publike i žirija na Splitskom festivalu Serenada i mandoline (Andrej Baša) s Kićom Slabincem
```

## Nastupi na festivalima

### Splitski festival
- 1974.: Zov mora (Stjepan Benzon - Andrej Baša - Andrej Baša)
- 1975.: Bjondina
- 1977.: Ča se praviš fina
- 1977.: Eto tako nije lako (s Ljupkom Dimitrovskom)
- 1981.: Niz kalete glas se spušta
- 1982.: Ako me povedeš jednom
- 1983.: Pismo moja, pismo draga
- 1984.: Split
- 1985.: Serenada i mandoline (duet s Kićom Slabincem), pobjednička pjesma
- 1986.: Vjerujem u sutra
- 1987.: Ljiljane moj bijeli
- 1988.: Ljubav je ruža
- 1989.: Tata, volim ga

### Vaš šlager sezone, Sarajevo
- 1975.: Ko to kuca na vratima
- 1977.: Prodbudi se, dragane
- 1978.: Tri slatka dana
- 1987.: Zar i ti

### Opatija
- 1974.: Hej, curo mala
- 1975.: Ti, on ili netko treći
- 1982.: U maloj kavani
- 1984.: Dok si tu uz mene
- 1985.: Dal' sjećaš se
- 1986.: Pronađi me u zvijezdama, pobjednička pjesma

### MESAM
- 1984.: O tebi pričam
- 1987.: Rođena
- 1989.: Srećo moja

### Zagreb
- 1980.: Noć tajanstva
- 1981.: Ako prijatelja trebaš
- 1982.: Ne idi, Gorane
- 1983.: Srce od papira
- 1984.: Zaboravi
- 1985.: Balada o mom srcu
- 1987.: Suzo jedina
- 1988.: Ružo moja

### Jugoslavenski festival revolucionarne i rodoljubne pjesme
- 1977.: Složna srca, složno rade

### Beogradsko proleće
- 1974.: Stani, stani

### Melodije Istre i Kvarnera
- 1975.: Prit će vrime kad ćeš moja bit'

### Slavonija
- 1978.: Na kirbaju

### Karneval fest, Cavtat
- 1986.: Misli na mene

### Jugoslavenski izbor za pjesmu Europe
1984.: Zbogom
- 1987.: Spavaj, samo spavaj
- 1988.: Tiha noć

## Vanjske poveznice
- Grupa 777